# Sachsens lantdag
Sachsens lantdag, tyska: Sächsischer Landtag, högsorbiska: Sakski krajny sejm, är delstatsparlamentet i det tyska förbundslandet Sachsen. Den har sitt säte i lantdagshuset i centrala Dresden.
Lantdagens 126 ledamöter väljs för en femårsperiod. Den är det delstatliga lagstiftande organet i förbundslandet Sachsen, samt utövar kontroll över delstatsregeringen och delstatsförvaltningen, fastställer delstatsbudgeten och väljer ett antal höga ämbeten inom delstaten, bland dessa förbundslandets ministerpresident, domare i delstatens författningsdomstol, ordföranden för delstatsrevisionen, presidiet samt Sachsens offentliga ombudsmän för integration respektive dataskydd.
Lantdagen har sitt ursprung i den lantdag som hölls i kurfurstendömet Sachsen från 1400-talet och framåt, samt i den bikamerala lantdag som mellan 1831 och 1918 var parlament i Kungariket Sachsen. Under Weimarrepubliken existerade lantdagen under den parlamentariska republikanska styrelseformen, fram till det nazistiska maktövertagandet 1933. Under sovjetisk ockupation och den tidiga DDR-epoken 1946–1952 fanns också en lantdag som dock avskaffades i samband med att Bezirke ersatte Länder som administrativ indelning. Lantdagen i sin nuvarande form bildades 1990 i samband med Tysklands återförening, då Fristaten Sachsen återuppstod som förbundsland i Förbundsrepubliken Tyskland.